# Time of the Season
Singles de The Zombies
Butcher's Tale (Western Front 1914)
(1968) Imagine the Swan
(1969)
Time of the Season est une chanson des Zombies, présente sur leur album de 1968, Odessey and Oracle et sortie en 45 tours la même année chez CBS Records. Aux États-Unis et au Canada, le 45 tours sort chez Date, un sous-label de Columbia Records. La chanson est composée par le claviériste Rod Argent et enregistrée aux studios Abbey Road en septembre 1967.
Plus d'un an après sa sortie originale, la chanson est devenue un succès inattendu aux États-Unis, se hissant à la troisième place du Billboard Hot 100 et à la première place du Top 100 du magazine Cash Box. Elle est devenue l'une des chansons les plus populaires et les plus reconnaissables des Zombies, ainsi qu'une chanson phare de la musique psychédélique des années 1960. 
En 2012, NME l'a classée 35e meilleure chanson des années 1960 et en 2021, elle a été classée à la 349e place dans le Top 500 des plus grandes chansons de tous les temps du Rolling Stone. Elle est incluse dans la sélection des « chansons qui ont façonné le rock 'n' roll » du Rock and Roll Hall of Fame.

## Réception
Plusieurs autres chansons de l'album Odessey and Oracle sont sorties en single avant Time of the Season. Columbia Records soutient l'album et les singles à la demande de leur nouveau responsable A&R, Al Kooper. L'un de ces singles est Butcher's Tale (en), une chanson en apparence non commerciale, dont Columbia pensait qu'elle pourrait accrocher au sentiment anti-guerre assez populaire à cette époque.
La chanson ne fut sortie qu'à le demande de Kooper, après le flop des précédents singles. Time of the Season fait une percée début 1969, plus d'un an après la séparation du groupe. Il atteint la troisième position du Billboard Hot 100 en mars et devient numéro un du Cash Box Top 100 et au Canada,. Le single n'a cependant pas percé en Grande-Bretagne d'où est originaire le groupe, bien qu'elle ait été rééditée deux fois, mais elle y a trouvé une certaine notoriété par la suite, Rod Argent déclarant qu'elle était devenue un « classique au Royaume-Uni, mais qu'elle n'avait jamais été un tube ». Au milieu de l'année 1969, il atteint la seconde place au hit-parade sud-africain.

## Utilisation dans la culture populaire
Time of The Season est souvent utilisé dans la culture populaire pour représenter la fin des années 1960. Ainsi elle est présente dans les films 1969, L'Éveil (Awakenings), Le Choix d'une vie (A Walk on the Moon) et Riding the Bullet, tous se déroulant en 1969. Time of the Season est aussi utilisée dans l'épisode des Simpson Hippie Hip Hourra ! (D'oh-in In the Wind), dans laquelle Homer décide de suivre les traces de sa mère et de devenir un hippie. Dans les épisodes de South Park La Grenouille mexicaine hypnotique du sud du Sri Lanka et 201, elle est utilisée en illustration sonore des flashbacks sur la Guerre du Viêt Nam. Elle est également présente dans le film Conjuring : Les Dossiers Warren réalisé par James Wan en 2013. Eminem a repris un sample sur son album MMLP2 en 2013 avec le titre "Rhyme Or Reason". 
La série de NBC Mes plus belles années (American Dreams), qui décrit la société américaine du milieu et de la fin des années 1960, utilise cette chanson dans sa troisième saison, So Long, Farewell. Tell Her No (en) et She's Not There, les deux autres tubes des Zombies ont aussi été utilisés plus tard dans la série[réf. souhaitée].
Comme de nombreuses autres chansons des années '60, incluant She's Not There des Zombies, elle est présente dans le film de 2005 Dear Wendy et les mots « it's the time of the season for loving » sont les derniers dans la lettre de Dick adressée à Wendy. La chanson est également présente dans la série de HBO, Big Love[réf. souhaitée].

## Liste des titres
| A. | Time of the Season | 3:31 |
| B. | I'll Call You Mine | 2:42 |

## Personnel
- Colin Blunstone – chant, chœurs, percussions
- Paul Atkinson – chœurs, guitare
- Chris White – chœurs, basse
- Rod Argent – chœurs, orgue Hammond
- Hugh Grundy – chœurs, batterie, percussions

## Classements et certifications
| Classement (1969)                       | Meilleure position |
| --------------------------------------- | ------------------ |
| Afrique du Sud (Springbok Top 20)       | 2                  |
| Australie (Kent Music Report)           | 43                 |
| Belgique (Wallonie Ultratop 50 Singles) | 44                 |
| Canada (Top Singles)                    | 1                  |
| États-Unis (Hot 100)                    | 3                  |
| États-Unis (Cash Box Top 100)           | 1                  |
| Pays-Bas (Nederlandse Top 40)           | 12                 |
| Pays-Bas (Nationale Hitparade)          | 14                 |

| Classement (1969)             | Position |
| ----------------------------- | -------- |
| Canada (Top Singles)          | 19       |
| États-Unis (Hot 100)          | 39       |
| États-Unis (Cash Box Top 100) | 15       |

### Certifications
| Région                                                                         | Certification | Ventes/Streams |
| ------------------------------------------------------------------------------ | ------------- | -------------- |
| États-Unis (RIAA)                                                              | Or            | 1 000 000^     |
| Royaume-Uni (BPI)                                                              | Argent        | 200 000‡       |
| ^Mise en rayon selon la certification ‡ventes/streaming selon la certification |               |                |